# أنور حمه أمين
الفريق الأول الطيار الركن أنور حمة امين أحمد قائد القوة الجوية العراقية من عام 2008 إلى 2019، من أهالي كركوك، تخرج من الكلية العسكرية في يناير 1978 برتبة ملازم، وقد عين في الكوت، تم تعيينه في المشاة الميكانيكية اللواء 24، الفرقة العاشرة المسلحة، بعد فترة وجيزة في سبتمبر 1980. تم إرسالة إلى السرب الرابع من سلاح الجو العراقي حيث طار بطائرات الهلي كوبتر في جميع المعارك الرئيسية في الحرب العراقية الإيرانية.
تمت ترقيته إلى ملازم أول في عام 1981، وإلى رتبة نقيب في عام 1983، وفي عام 1985 أصبح رحلة مدرب في قاعدة التدريب الجوي للجيش في الصويرة، جنوب بغداد، وتمت ترقيته إلى رائد وأصبح ضابط قائد سرب للقوات الجوية العراقية الرابعة، تخرج من كلية الموظفين العراقية في عام 1992. ومن هناك تم تعيينة موظف شؤون التخطيط للقيادة الجوية للجيش العراقي، وفي عام 1992، أصبح قائد ضابط الجناح الجوي العراقي، وتمت ترقيته إلى العميد في عام 1996، وخريج كلية الحرب العراقية في عام 1999. وكان أول مهمة له هو مدير سلامة الطيران للقوات الجوية العراقية حتى عام 2000، وبعد ذلك العام أصبح قائد التدريب الجوي للجيش العراقي، وتمت ترقيته إلى لواء. وكان مسؤوليته القادمة هو قائد القيادة الجوية للجيش الرابع - بيجي حتى عام 2003.
بعد أنهيار النظام العسكري السابق، تلقى دعوة من قوات التحالف طالباً مساعدته حول كيفية تشكيل وحدات الأمن العسكري في جميع أنحاء كركوك والسليمانية وتكريت في شمال العراق. من معرفته العسكرية الواسعة بهذه المهمة كان قادر على المساعدة في إنشاء مجالس الشؤون العسكرية. وتم أختياره ليصبح قائداً للقيادة اللواء ثمانين الذي عينته قوات التحالف. ساعد في تشكيل اللواء 33 لواء كتيبة الدفاع المدني العراقي في السليمانية و6 كتائب أخرى في اللواء 31. بالإضافة إلى ذلك ساعد في تشكيل اللواء 5/ القسم الرابع، وساعد التحالف في تشكيل مركز تدريب كيه 1.